# Эпиплатис Шапера
Эпиплатис Шапера, или щучка Шапера (лат. Epiplatys chaperi) — вид лучепёрых рыб из семейства нотобранхиевых (Nothobranchiidae), аквариумная рыбка. Встречается в экваториальной западной Африке от Габона до Либерии, откуда в Европу впервые была привезена в 1908 году.
Называют «щучками» за форму тела и особенно морды, вытянутой, как у щуки. Обитатели верхних, в крайнем случае, средних слоев воды. Самец имеет огненно-красное горло, оливково-коричневое тело, на серебристо-голубых боках чёрные поперечные полосы. Хвостовой плавник снизу обрамлен чёрным. Глаза наполовину жёлтые, наполовину голубые. Самка несколько меньше и окрашена скромнее. Длина до 6 см.